# Моденов, Пётр Сергеевич
Пётр Сергеевич Моденов (1911—1978) — советский математик, кандидат физико-математических наук; автор учебников.

## Биография
Родился 12 января 1911 года[по какому календарю?] в Луге в семье служащего.
В 1930—1935 годах учился на механико-математическом факультете МГУ. С 1935 года был аспирантом кафедры высшей геометрии МГПИ им. В. И. Ленина, где под руководством профессора Я. С. Дубнова подготовил и защитил диссертацию «Геометрическое исчисление эквицентроаффинной группы»; в январе 1941 года ему была присвоена учёная степень кандидата физико-математических наук.
С 1932 года был сотрудником МГУ; в 1947 году стал доцентом.
П. С. Моденов — автор большого числа учебников, учебных и методических пособий для студентов вузов. Книга Моденова и А. С. Пархоменко «Геометрические преобразования» (1961) была издана в США в 1965 году.
Умер в Москве после продолжительной болезни 10 сентября 1978 года.

## Награды
- медаль «За доблестный труд в Великой Отечественной войне 1941—1945 гг.»
- юбилейная медаль "800-летие Москвы" (1947)